# Henry Moore, 1. Baronet
Sir Henry Moore, 1. Baronet (* 7. Februar 1713 in Vere, Jamaika; † 11. September 1769 in New York) war ein britischer Kolonialbeamter und Gouverneur von Jamaika (kommissarisch) sowie der Provinz New York.

## Leben
Henry Moore entstammte einer in Jamaika bekannten Pflanzer Familie mit britischen Wurzeln. Er besuchte das Eton College in England und studierte seit 1731 an der Universität Leiden in den Niederlanden. Nach einer militärischen Ausbildung als Offizier der lokalen Miliz widmete er sich der Lokalpolitik in Jamaika. Dort wurde er zunächst stellvertretender Kolonialgouverneur. Im Jahr 1756 und von 1759 bis 1762 übte er das Amt des kommissarischen Gouverneurs aus. Er war unter anderem an der Niederschlagung eines Sklavenaufstandes beteiligt und musste sich auch mit interner Opposition auseinandersetzen. Im Zusammenhang mit dem Sklavenaufstand verhängte er das Kriegsrecht über seine Kolonie. Nach dem Ende seiner Amtszeit im Jahre 1762 wurde er am 28. Januar 1764 mit dem erblichen britischen Titel Baronet, of the Island of Jamaica in the West Indies, geadelt.
Im Jahr 1764 wurde Moore zum neuen britischen Gouverneur der Provinz New York ernannt. Dieses Amt bekleidete er zwischen 1765 und seinem Tod im Jahr 1769. Dort war es zu ersten Unruhen im Zusammenhang mit dem sogenannten Stamp Act gekommen. Der Gouverneur wirkte zunächst beschwichtigend auf die Kolonisten ein. Dann entschied er sich dafür lokale Aufstände mit militärischen Mitteln zu unterdrücken. Größere Aufstände gab es allerdings nicht und die Kolonie war auch noch nicht in offener Rebellion gegen die Briten. Dies sollte sich erst in den Jahren nach Moores Amtszeit ändern, als die wachsenden Spannungen zum Amerikanischen Unabhängigkeitskrieg führten. Im Oktober 1767 versuchte Gouverneur Moore erfolglos einen Grenzstreit mit der Provinz Massachusetts beizulegen. Er starb überraschend am 11. September 1769. Bis zur Ankunft des neuen Gouverneurs John Murray, 4. Earl of Dunmore, wurde das Amt kommissarisch von Cadwallader Colden ausgeübt, der diesen Posten auch schon vor Moores Amtsantritt innehatte.
Aus seiner Ehe mit Catharina Maria Long hinterließ er einen Sohn, John Henry Moore (1756–1780), der ihn 1769 als 2. Baronet beerbte.